# St. John (Washington)
St. John es un pueblo ubicado en el condado de Whitman en el estado estadounidense de Washington. En el año 2000 tenía una población de 548 habitantes y una densidad poblacional de 407,8 personas por km².

## Geografía
St. John se encuentra ubicada en las coordenadas 47°5′25″N 117°34′56″O / 47.09028, -117.58222.

## Demografía
Según la Oficina del Censo en 2000 los ingresos medios por hogar en la localidad eran de $33.393, y los ingresos medios por familia eran $44.643. Los hombres tenían unos ingresos medios de $31.389 frente a los $18.750 para las mujeres. La renta per cápita para la localidad era de $18.722. Alrededor del 7,4% de la población estaban por debajo del umbral de pobreza.